# Élections impériales de 1314
L'élection impériale de 1314 est l'élection, permettant d'élire le Roi des Romains, prince héritier jusqu'au couronnement comme Empereur du Saint-Empire romain, à la suite du décès d'Henri VII. En raison des désaccords entre les électeurs, elle a eu lieu sur deux jours, le 19 et le 20 octobre 1314.

## Contexte
L'élection a suivi la mort de l'empereur Henri VII de Luxembourg le 24 août 1313. Son fils, Jean Ier de Bohême, est un temps pressenti, mais en raison des problèmes rencontrés par ce dernier avec le pape Clément V et de son jeune âge (17 ans) il ne peut prétendre à se soumettre à l'élection.
Un conflit était alors en cours en Bavière depuis 1301 entre les fils de Louis II de Bavière. L'électeur Rodolphe du Palatinat est alors en pleine lutte contre son frère de Louis de Bavière. Le 21 juin 1313, la paix entre les frères est conclue à Munich (de) : Rodolphe conserve le Palatinat électoral et le traité donne à Louis l'occasion d'assurer son élection à la mort d'Henri VII qui se produisit deux mois plus tard. Le 9 novembre, Louis réussit à vaincre son rival Habsbourg et duc d'Autriche, Frédéric le Bel, à la bataille de Gammelsdorf (en) au grand dam de son frère.

## Princes-électeurs
Les sept princes-électeurs appelés à élire le successeur d'Henri VII étaient :
| Électorat           | Prince-électeur | Prince-électeur                                                             | Titres                                      |
| ------------------- | --------------- | --------------------------------------------------------------------------- | ------------------------------------------- |
| · Mayence           |                 | Pierre d'Aspelt                                                             | Archevêque de Mayence                       |
| · Trèves            |                 | Baudouin de Luxembourg                                                      | Archevêque de Trèves                        |
| · Cologne           |                 | Henri II de Virnebourg                                                      | Archevêque de Cologne Duc de Westphalie     |
| · Bohême            |                 | Jean Ier (revendiqué par Henri de Carinthie)                                | Roi de Bohême Comte de Luxembourg           |
| · Palatinat du Rhin |                 | Rodolphe Ier                                                                | Électeur palatin Duc de Haute Bavière       |
| · Saxe              |                 | Rodolphe Ier de Saxe-Wittemberg (revendiqué par Jean II de Saxe-Lauenbourg) | Électeur de Saxe                            |
| · Brandebourg       |                 | Valdemar de Brandebourg                                                     | Margrave de Brandebourg Margrave de Moravie |

## Élection
Une première réunion se déroule à Sachsenhausen le 19 octobre. Sur sept électeurs, quatre seulement ont assisté à la réunion : Henri de Cologne, Rodolphe du Palatinat, Rodolphe de Saxe et Henry de Carinthie, destitué de son trône de roi de Bohême en 1410, et revendiquant toujours le titre. Beaucoup de nobles préféraient à la place Frédéric le Bel, duc d'Autriche et de Styrie et fils du prédécesseur de Henri VII, Albert Ier.
À la suite de l'élection, Frédéric le Bel a été élu roi des romains, sous le nom de Frédéric III. Cependant, en raison de la revendication non reconnue d'Henri de Carinthie, l'élection a été considérée comme invalide par les autres électeurs.
Le lendemain, 20 octobre, une nouvelle assemblée se réunit à Francfort. Présidée par Pierre d'Aspelt archevêque de Mayence, elle réunit également Baudouin de Trèves, Jean de Bohême, Valdemar de Brandebourg et Jean II de Saxe. À la suite de l'élection, Louis de Bavière a été élu, sous le nom de Louis IV. Cependant, en raison de la revendication non reconnue de Jean II de Saxe-Lauenburg, l'élection a été considérée comme invalide par les électeurs qui ont soutenu Frédéric le Bel.

## Conséquences
Les deux élections ont déclenché une véritable guerre civile au sein du Saint Empire romain germanique, entre les Wittelsbach (Louis IV) et les Habsbourg (Frédéric III). Jean de Bohême, engage la maison de Luxembourg dans le camp des premiers. Le 25 novembre suivant, à Aix-la-Chapelle, Louis reçoit la couronne de Pierre d'Aspelt, archevêque de Mayence, tandis que Frédéric est couronné à Bonn par l'archevêque de Cologne. Lors du conflit, à la suite de la victoire des Confédérés suisses lors de la bataille de Morgarten, Louis IV soutient en 1316 l'indépendance de la Suisse par rapport à la dynastie des Habsbourg.
Après plusieurs années de guerre sanglante, la victoire semble enfin à la portée de Frédéric III, fortement soutenu par son frère Léopold. Cependant, l'armée de Frédéric III est vaincue de manière décisive dans la bataille de Mühldorf le 28 septembre 1322. Frédéric III et 1300 nobles d'Autriche et de Salzbourg sont capturés. Louis IV fut finalement couronné empereur à Rome le 17 janvier 1328 par le sénateur Giacomo Colonna, officiant sous l'autorité du pape Jean XXII et introduisant la tradition de légitimité impériale uniquement par élection et non par couronnement papal.